# Ricardo Rocha
Ricardo Rocha, född 3 oktober 1978 som Ricardo Sérgio Rocha Azevedo, är en portugisisk före detta fotbollsspelare. Han spelade som försvarare.
Ricardo Rocha fick många ögon på sig under sin tid med kvalkandidaterna till UEFA-cupen SC Braga och flyttade till giganterna SL Benfica i december 2001 tillsammans med lagkamraten Tiago. Under sina 4 säsonger i Benfica gjorde han 162 framträdanden och 3 mål. Bland dessa framträdanden kan nämnas att 33 var i europeiska cupmatcher.
Den 17 januari 2007 började rykten florera i portugisisk och engelsk media att Ricardo Rocha var nära på att skriva på för Tottenham Hotspur i Premier League. Dagen därpå rapporterade portugisisk media att flytten var oundviklig efter att ett möte mellan Tottenhams styrelseordförande och Benficas president ägt rum i Lissabon. Rocha värvades av Tottenham för omkring 3,3 miljoner pund den 23 januari 2007. Rocha skrev då på ett tre och ett halvt år långt kontrakt med klubben.
Rocha spelade sin första match för Tottenham den 27 januari 2007 i en 3-1-vinst över Southend United i FA-cupen. Han ersatte lagkaptenen Ledley King som vid tidpunkten var borta på grund av skada. Den 10 februari gjorde han sin Premier League-debut mot Sheffield United. Redan den 14 maj rapporterades det att Rocha önskade byta klubb då han inte lyckats slå igenom i A-laget och ta en plats i startelvan.
Ricardo Rocha är även en del av Portugals landslag och fanns med i den trupp som kvalificerade sig för spel i EM 2008. Han spelade i matcherna mot Finland och Danmark.